# Пиккар, Жак
Жак Пиккар, Жак Пикар (фр. Jacques Piccard, 28 июля 1922, Брюссель, Бельгия — 1 ноября 2008, Швейцария) — швейцарский океанолог. Один из двух первых людей (вместе с Доном Уолшем), побывавших на дне Марианской впадины.

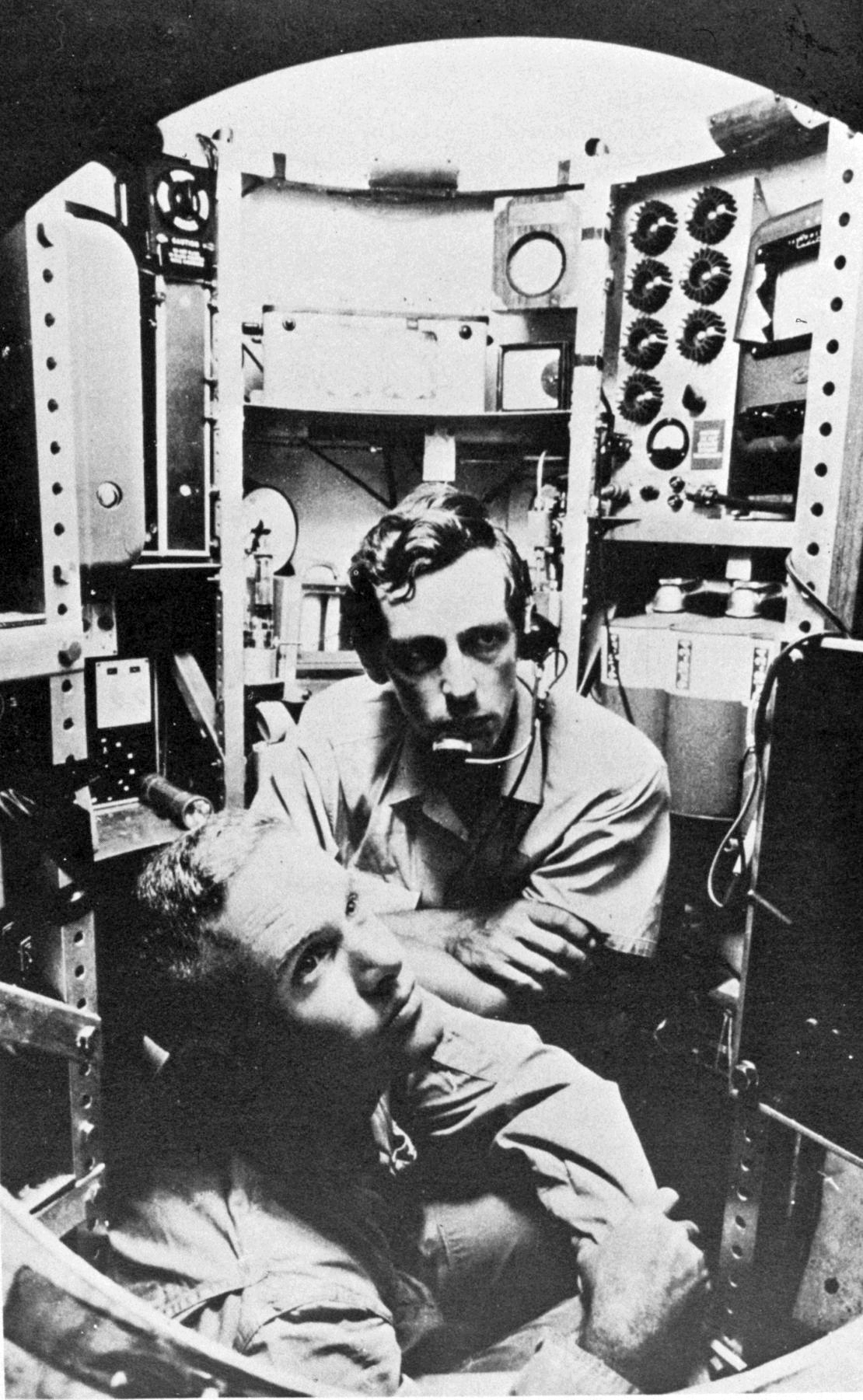
Дон Уолш (слева) и Жак Пиккар (в центре) в гондоле батискафа «Триест»

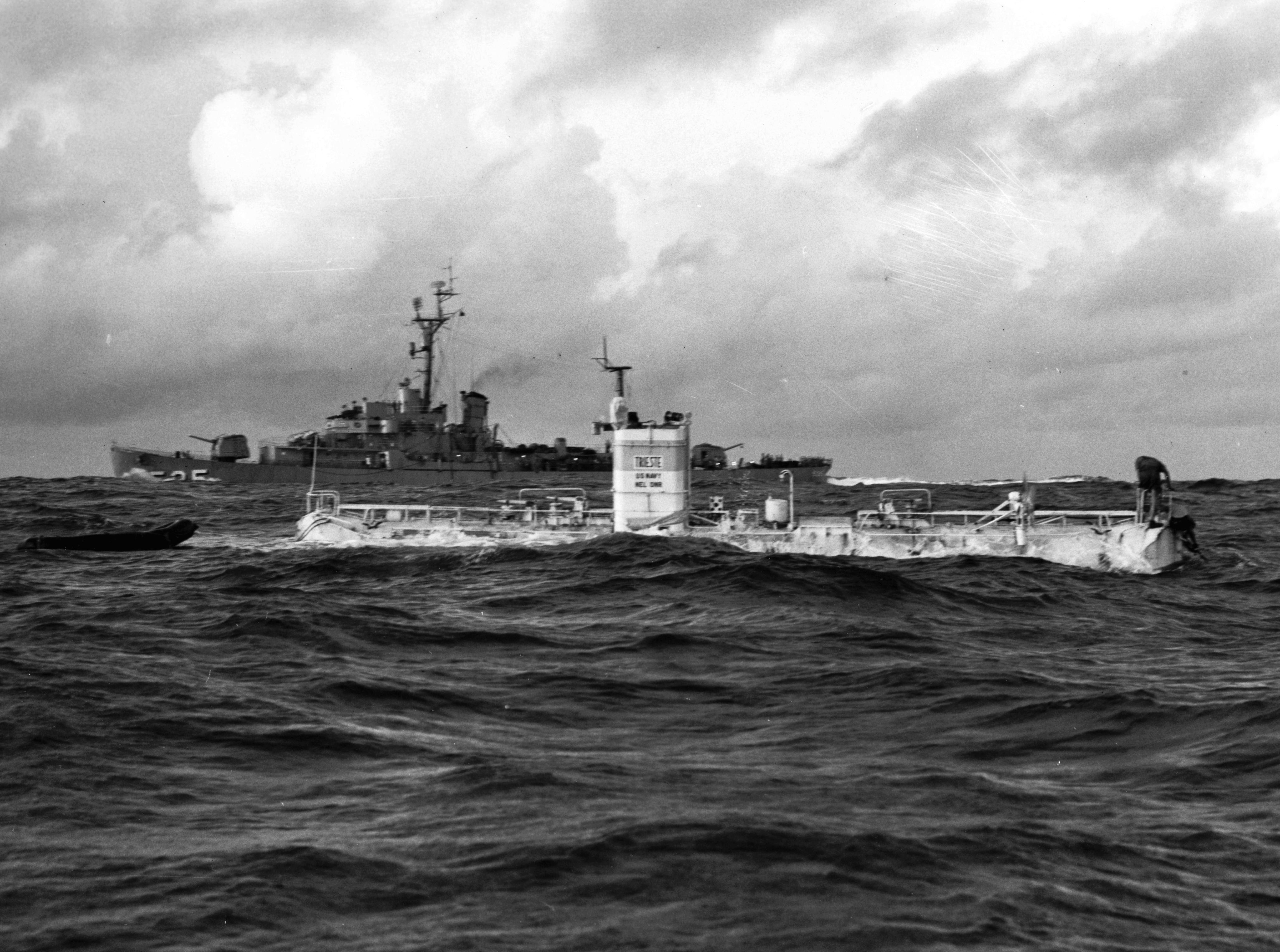
Батискаф «Триест» перед погружением, 23 января 1960 года

## Биография
Жак Пикар родился в Брюсселе в семье физика и изобретателя Огюста Пиккара. С 1951 по 1952 годы проживал в Триесте. Вместе с отцом участвовал в строительстве и испытаниях батискафа «Триест», в котором он вместе с американским лейтенантом Доном Уолшем и совершил рекордное погружение 23 января 1960 года. Позже Пиккар написал книгу «Глубина 11 тысяч метров», в которой описал события от создания батискафа до его погружения в Марианскую впадину.
Такое название аппарат получил в честь итальянского города Триест, в котором были произведены основные работы по его созданию.
«Триест» был спущен на воду в августе 1953 года. Он совершил несколько погружений в Средиземном море с 1953 по 1957 год. Основным пилотом стал Жак Пиккар. В первых погружениях также участвовал его отец. В экспериментальных погружениях батискафа принимал участие и Жак Ив Кусто.
23 января 1960 года Жак Пиккар и лейтенант ВМС США, специалист-подводник Дон Уолш совершили в батискафе «Триест» предельно возможное на Земле глубоководное погружение. Они достигли «нижайшей» точки Мирового океана, так называемой «Бездны Челленджера» (10 911 метров под уровнем моря). Спуск «Триеста» продолжался 4 часа 48 минут, подъём — 3 часа 15 минут. На дне смельчаки пробыли около 20 минут, съев там по шоколадке, чтобы подкрепиться.
В 1964 году в Женевском озере совершал погружения туристический мезоскаф «Огюст Пикар», в его конструировании принимал участие Жак Пиккар.
В 1969 году Жак Пиккар принимал участие в миссии Ben Franklin (PX-15).
Сын Жака Пиккара Бертран — известный воздухоплаватель, он первым на аэростате совершил беспосадочное кругосветное путешествие.